# Elisabeth Demleitner
Elisabeth Demleitner (* 23. September 1952 in Kochel am See) ist eine frühere deutsche Rennrodlerin.
Elisabeth Demleitner absolvierte von 1973 bis 1976 ein Studium der Innenarchitektur an der Kunstakademie München und schloss dieses als „Ing. grad.“ ab.
Sie war in den 1970er Jahren die große bundesdeutsche Konkurrentin der ostdeutschen Rennrodellegende Margit Schumann. Demleitner gewann 1971 die Weltmeisterschaft und wurde 1977 und 1978 Europameisterin. Bei den Olympischen Winterspielen 1976 gewann sie die Bronzemedaille. Von 1971 bis 1976 war sie sechsmal in Folge Deutsche Meisterin.
Für ihre sportlichen Erfolge erhielt sie 1976 das Silberne Lorbeerblatt.

## Erfolge
- Olympische Spiele: Bronze 1976
- Weltmeisterschaften
  - Gold 1971
  - Silber 1974, 1979
  - Bronze 1970
- Europameisterschaften
  - Gold 1977, 1978
  - Silber 1972
- Deutsche Meisterin 1971, 1972, 1973, 1974, 1975, 1976